# Hol Maren
Hol Maren is een landhuis in de Nederlandse plaats Oegstgeest, aan de Haarlemmertrekvaart. Het werd in 1892 gebouwd naar een ontwerp van de architect Hendrik Jesse (1860-1943) in opdracht van de grootgrondbezitter en riviervishandelaar Johannes Spaargaren.
Het landhuis is blokvormig en in oud-Hollandse stijl opgetrokken met wat elementen uit de Hollandse neorenaissance, zoals sierbogen boven de ramen op de parterre. De tuin heeft de kenmerken van een park.
Hol Maren is een gemeentelijk monument sinds 1991.